# يوريكو كويكي
يوريكو كويكي (باليابانية: 小池百合子) (مواليد 15 يوليو 1952 في هيوغو)، هي سياسية يابانية وعضو في مجلس النواب الياباني من 1993 حتى 2016. شغلت منصب وزير الدفاع في اليابان لمدة شهرين من يوليو 2007 حتى أغسطس 2007. في 1 أغسطس 2016 أصبحت عمدة العاصمة طوكيو، وهي تعتبر أول امرأة شغلت هذا المنصب.

## وصلات خارجية
- يوريكو كويكي على موقع مونزينجر (الألمانية)
- Official website